# Slobodan Šljivančanin
Slobodan Šljivančanin (in macedone Слободан Шљиванчанин?; Nikšić, 1º maggio 1972) è un ex cestista macedone, fino al 1991 jugoslavo.

## Palmarès
- Campionato francese: 1

Pau-Orthez: 2000-01